# Maurolicus muelleri
Maurolicus muelleri, noto in italiano come maurolico, è un pesce abissale della famiglia Sternoptychidae.

## Distribuzione e habitat
È una specie cosmopolita. Nel mar Mediterraneo è comune, anche nei mari italiani. Talvolta ne spiaggiano migliaia, come è successo in Liguria o lungo lo stretto di Messina, dove è una delle specie più comuni che si trovano sulle spiagge, famose per fornire esemplari di fauna abissale.
È una specie pelagica di profondità e si trova tra la superficie e 1000 metri (di solito fino a metri) ma è stato catturato fino a 2000 metri. Effettua migrazioni notturne verso le quote batimetriche minori.

## Descrizione
A prima vista può sembrare simile ad una comune sardina perché si tratta di un piccolo pesce molto argenteo con corpo affusolato anche se compresso ai lati. Gli occhi sono molto grandi e così la bocca, che è obliqua e con la mandibola sporgente. Questo pesce è privo di scaglie. Lungo il ventre ci sono due file di fotofori, quella inferiore è lunga circa il doppio della superiore. Altri fotofori sono sparsi sul corpo, soprattutto sul capo. La pinna dorsale è breve e arretrata, è seguita da una pinna adiposa bassa. La pinna caudale è biforcuta; la pinna anale è lunga. Le pinne ventrali sono molto indietro, le pinne pettorali hanno un'inserzione bassa.
Il colore è argenteo con dorso azzurro o nero e ventre e fianchi argentati. I fotofori hanno colore viola.
Misura fino a 6 o 7 cm di lunghezza.

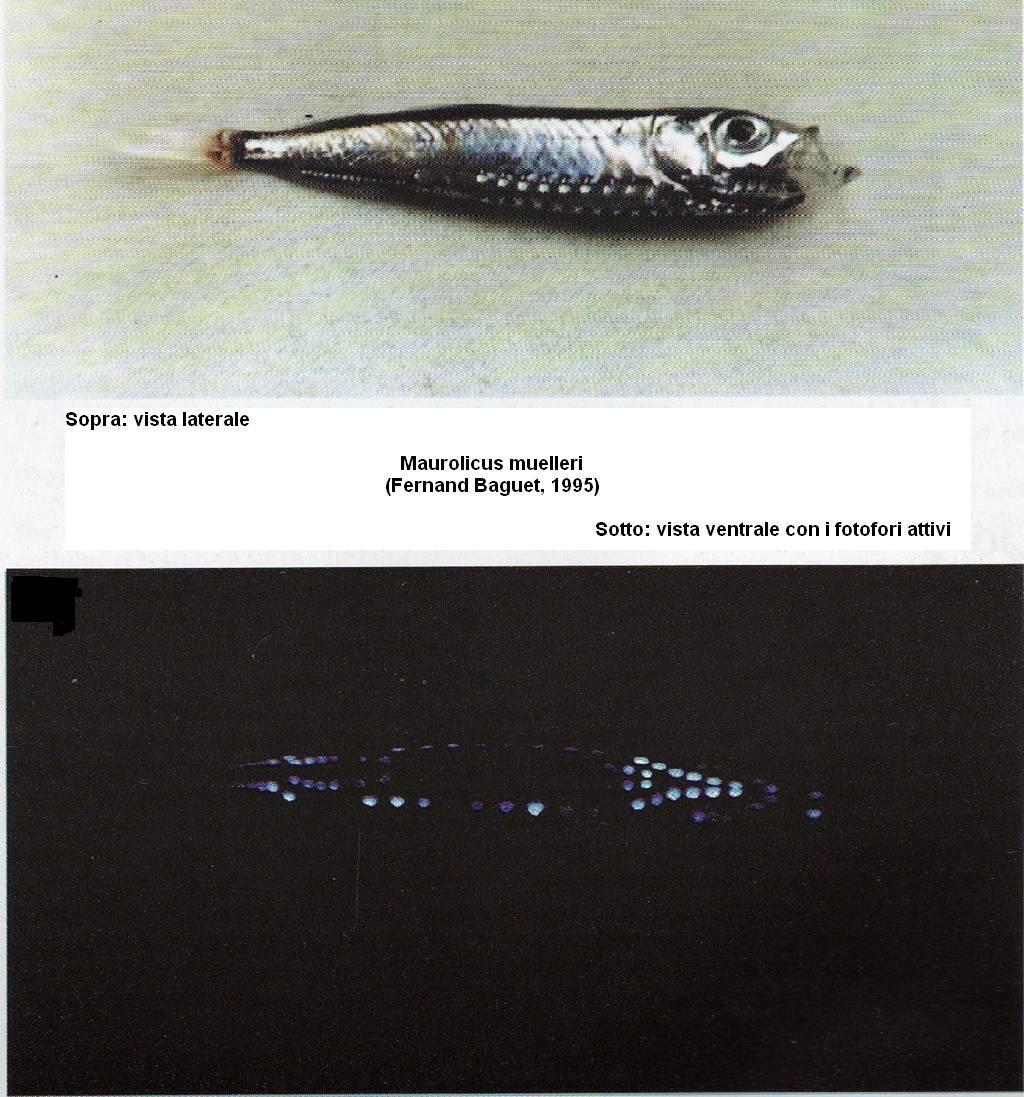
Maurolicus muelleri con vista dei fotofori

## Biologia

### Alimentazione
Si ciba di zooplancton.

### Riproduzione
Si riproduce tutto l'anno. Le uova hanno la superficie formata da sfaccettature esagonali.

## Pesca
Finisce relativamente spesso nelle reti da circuizione per le sardine e nelle reti a strascico.
Le carni sono commestibili ma raramente si trovano sui mercati.

## Curiosità
I suoi fotofori emanano un odore di ozono che i pescatori scambiano per odore di anguria. Per questo motivo il nome dialettale in alcune zone della Liguria è proprio “pesce cocomero”.